# Eusko Langileen Alkartasuna-Solidaridad de los Trabajadores Vascos
Eusko Langileen Alkartasuna-Solidaridad de los Trabajadores Vascos (ELA-STV, o simplemente ELA) es un sindicato de ideología nacionalista vasca con presencia en el País Vasco y Navarra. Se define como "sindicato nacional y de clase" e "independiente de partidos políticos".
Es el sindicato mayoritario en el País Vasco, con un 40,44% de la delegación en 2017, el doble que el segundo, LAB (19%). En Navarra es el tercer sindicato con mayor representación, 22,74% de la delegación en 2017 frente al 25,57% de UGT y el 23,85% de CCOO. Mantiene una relación estrecha con el sindicato vascofrancés ELB. Su fundación se denomina Manu Robles-Arangiz Institutua, con presencia también en el País Vasco francés.  
Su creación estuvo ligada al Partido Nacionalista Vasco, al surgir principalmente en los Astilleros Euskalduna, propiedad de la familia Sota, participante de la fundación de la formación nacionalista. No obstante, en la actualidad no se encuentra orgánicamente ligado a ningún partido político.

## Historia

### Creación
Fue fundado el 23 de julio de 1911 en Bilbao bajo el nombre Solidaridad de Obreros Vascos (SOV) y con la intención de aminorar la influencia de los sindicatos de clase (UGT y CNT) entre los trabajadores vascos, en concreto entre los de origen vasco, en contraposición de los provenientes de otros lugares. 
En sus primeras fases el sindicato realizaba labores de asistencia social entre sus afiliados. La expansión de ELA-STV fue muy rápida en los territorios de Guipúzcoa y Vizcaya, pero más lenta en Navarra y Álava.

### Congresos
Primer Congreso (1929)

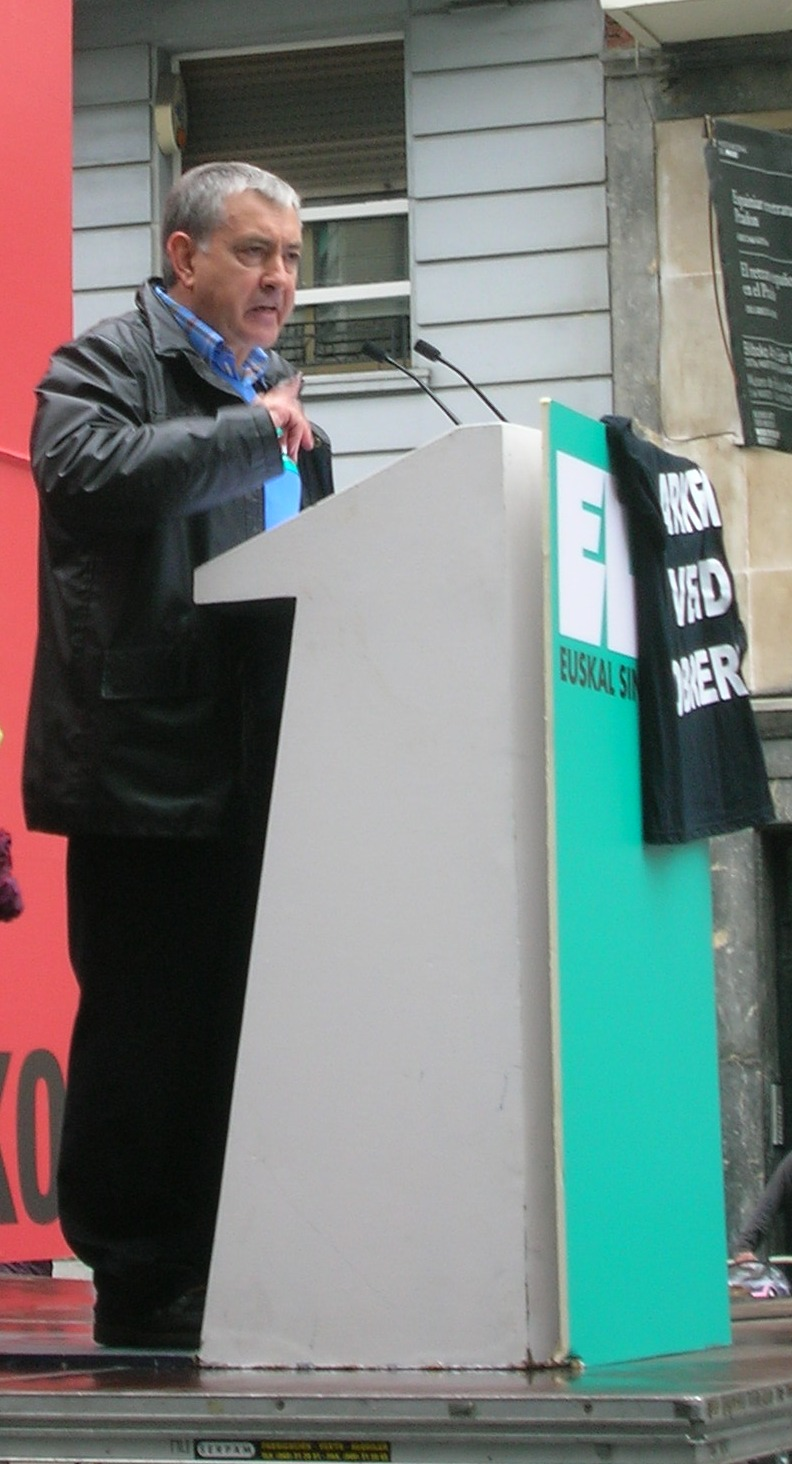
Discurso de Jose Elorrieta en 2007 cuando era secretario general de ELA.

Su primer congreso se celebró los días 12 y 13 de octubre de 1929 en el frontón Astelena de Éibar.
Segundo Congreso (1933)
Fue celebrado en Vitoria durante los días 29 y 30 de abril y 1 de mayo. Se produce el cambio de nombre de SOV a ELA-STV.
Tercer Congreso (1976)
Estaba previsto celebrarse en Pamplona en 1936, pero el estallido de la Guerra Civil y la posterior dictadura franquista, que ilegalizó todos los sindicatos a excepción de los oficiales, interrumpieron las actividades de este sindicato durante 40 años. Posteriormente se celebraría en Amorebieta y Éibar. Este congreso aprobará los nuevos principios y estatutos del sindicato, que se convertirán en sus señas de identidad: sindicato nacional y de clase, independencia respecto de los partidos políticos, abierto a todos los trabajadores y trabajadoras de Euskal Herria, independencia económica (financiación a través de las cuotas), incompatibilidad de cargos, carácter confederal, caja de resistencia, solidaridad internacional, etc. Esta línea será ratificada y ganará en profundidad en los congresos venideros. Durante la Transición ELA se opuso a los Pactos de La Moncloa. 
Cuarto Congreso (1979)
En el mismo ELA apoyó el Estatuto de Guernica, aunque advirtió de sus carencias en políticas sociales.

### Financiación de Estados Unidos
Durante los años 1980 el sindicato recibió financiación de la Fundación Nacional para la Democracia de Estados Unidos a través del Free Trade Union Institute para enfrentarse al «movimiento separatista ETA» y servir «como una fuerza moderadora en la región contra los sindicatos vascos radicales y el sindicato Comisiones Obreras de orientación comunista». El sindicato recibió por esta vía una cantidad indeterminada en 1984, 259.687 dólares en 1985, 86.149 en 1986, 119.680 en 1987 y 131.690 en 1988.

### Escisión en la Ertzaintza y creación del Sindicato ESAN
Tras años de discrepancias internas, la asamblea de afiliados de ELA en la Ertzaintza decide por mayoría romper con ELA y crear el sindicato ESAN de la Ertzaintza. El Sindicato ESAN se funda en Guernica, el 26 de abril de 2006,con su creación el sindicato ELA pierde su representación de forma progresiva hasta quedar, en la actualidad, fuera de la mesa de negociación de la Ertzaintza. En la actualidad ESAN es la segunda central sindical de la Ertzaintza y tiene implantación en los diferentes Ayuntamientos de los municipios de Euskadi.

## Representatividad
En la actualidad es la primera central sindical del País Vasco en número de afiliados y delegados, y la tercera de Navarra, con una representatividad del 40,44% y un 22,74%, respectivamente. Según sus datos, cuenta con 98.960 afiliados. Es uno de los sindicatos más representativos de España junto con CCOO, UGT, LAB y CIG.